# У відпустку на Марсі
У відпустку на Марсі — фільм 2020 року режисера Нері Паренті.

## Сюжет
У 2030 році Фабіо Синсери повинен одружитися на своїй заможній дівчині Беа і, враховуючи, що він все ще перебуває в законному шлюбі зі своєю колишньою дружиною Єленою, він вирішує поїхати одружитися на Марс, де немає земної юрисдикції. На жаль для нього, його син Джуліо, який має намір повернути маму й тата разом, ловить його на гарячому та слідує за ним на Марс у супроводі своєї дівчини Марини, яка має намір розкрити фальшиві стосунки між двома популярними впливовими людьми, щоб спробувати досягти успіху. На жаль, під час космічної подорожі Джуліо потрапляє в міні-чорну діру, яка збільшує його вік приблизно на п'ятдесят років.

## Виробництво
Зйомки проходили на звуковій сцені в Чинечита.

## Поширення
Постер і трейлер фільму були опубліковані 2 грудня 2020 року .

## Розподіл
Через закриття кінотеатрів через пандемію COVID-19 фільм не мав кінематографічного прокату. 13 грудня 2020 року фільм було випущено за запитом для покупки або для прокату на платформах Sky Primafila, Amazon Prime Video, Apple Tv, Chili, TIMvision, Infinity, Google Play Film, YouTube, Rakuten Tv і PlayStation Store.
Вперше фільм показали на телебаченні 29 грудня ексклюзивно на Sky Cinema.
За перші 10 днів показу на Sky Cinema фільм набирає понад 800 000 глядачів.
У відкритий ефір фільм вперше вийшов 22 грудня 2022 року на італійському каналі Canale 5 в прайм-тайм.